# Leptotarsus (Macromastix) obscuripennis
Leptotarsus (Macromastix) obscuripennis is een tweevleugelige uit de familie langpootmuggen (Tipulidae). De soort komt voor in het Australaziatisch gebied.